# Бадахоський договір (1801)
Бадахоський договір (ісп. Tratado de Badajoz) — мирний договір, укладений 6 червня 1801 року в Бадахосі португальським регентом Жуаном з Іспанією та Францією в результаті поразки Португалії в апельсиновій війні.

## Передісторія
Війна, що увійшла в історію під назвою Апельсинової, була спричинена відмовою Португалії виконати вимоги Наполеона щодо розриву багаторічних союзницьких відносин з Британською імперією. Наполеон тиском на фактичного правителя Іспанії Годоя домігся від нього оголошення Іспанією у квітні 1801 року війни Португалії. Після тримісячних військових дій португальський принц-регент Жуан був змушений підписати Бадахоський мирний договір, що складався з двох договорів про мир і дружбу: іспансько-португальського та франко-португальського, взаємно гарантованих обома союзними державами — Францією й Іспанією.

## Умови
Іспансько-португальський договір складався з 11 статей. Найважливішою з них була друга, відповідно до якої Португалія зобов'язувалась закрити всі свої порти для англійського військового й торгового флоту й відкрити їх для суден союзників. Іспанія повернула Португалії зайняті нею провінції Алентежу й Алгарве, за винятком фортеці Олівенси з округом і земель на лівому березі річки Гвадіани. Окрім того договір гарантував Португалії збереження всіх решти територій і володінь.
Відповідно до договору з Францією, що складався з 6 статей, Португалія поступалась їй частиною Гвіани та зобов'язувалась укласти з Францією торговий договір, вигідний останній. Особливий пункт передбачав сплату Португалією контрибуції в розмірі 20 мільйонів франків.

## Наслідки
Іспанія ратифікувала Бадахоський мирний договір негайно після його підписання. Наполеон же, який розраховував утримати зайняті португальські провінції в якості закладу під час перемовин з Британією в Ам'єні, затримував його ратифікацію. У подальшому в договір було внесено зміни, його новий варіант було підписано 29 вересня 1801 року регентом Португалії Жуаном у Мадриді.
Після розгрому франко-іспанського флоту при Трафальгарі (1805) Португалія порушила умови договору, відкривши свої порти для англійських суден, що послужило також початком нової війни.